# Luz disponible

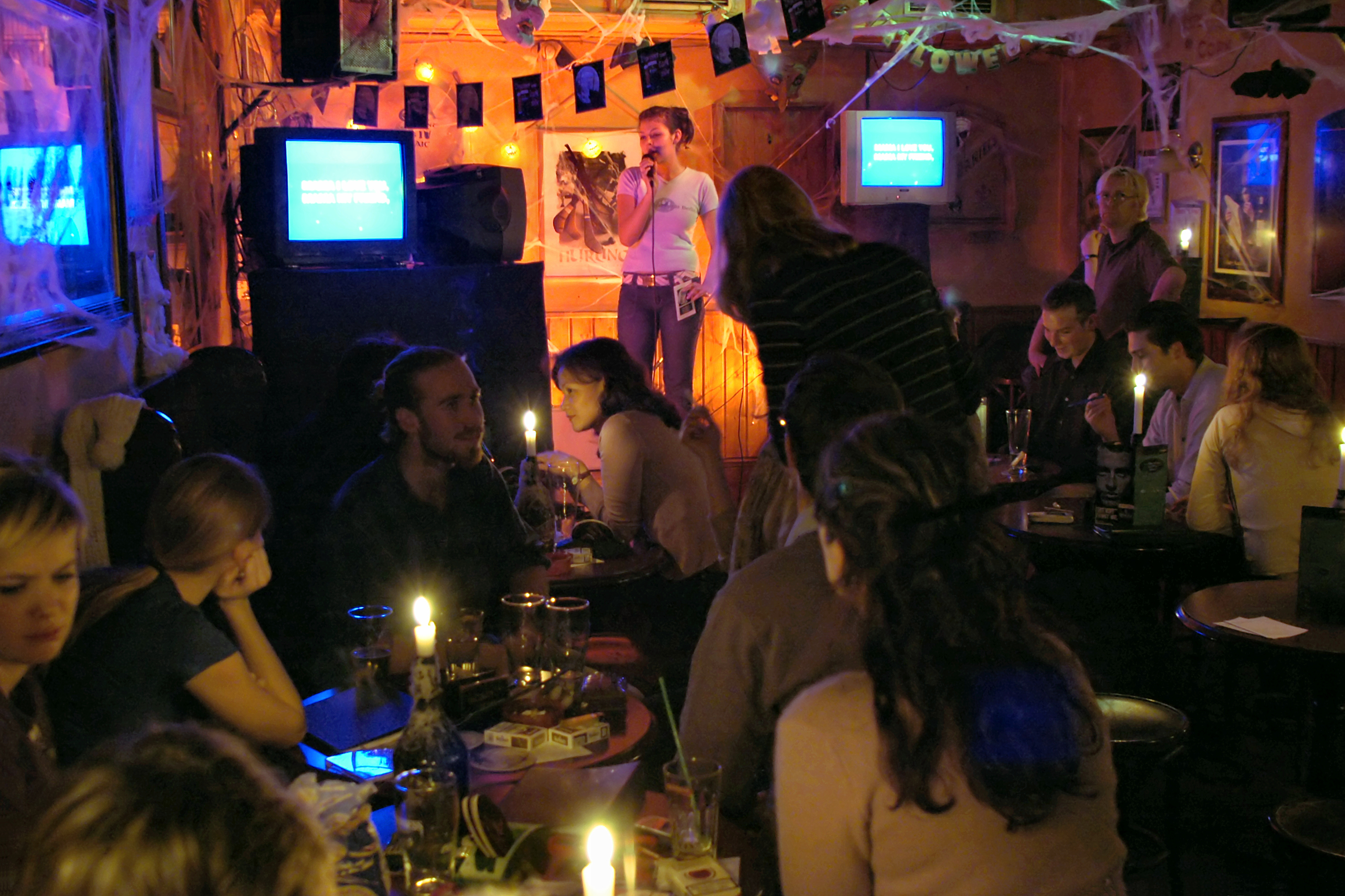
Luz disponible utilizada en una fotografía de un evento de karaoke en un pub irlandés en Hamburgo.

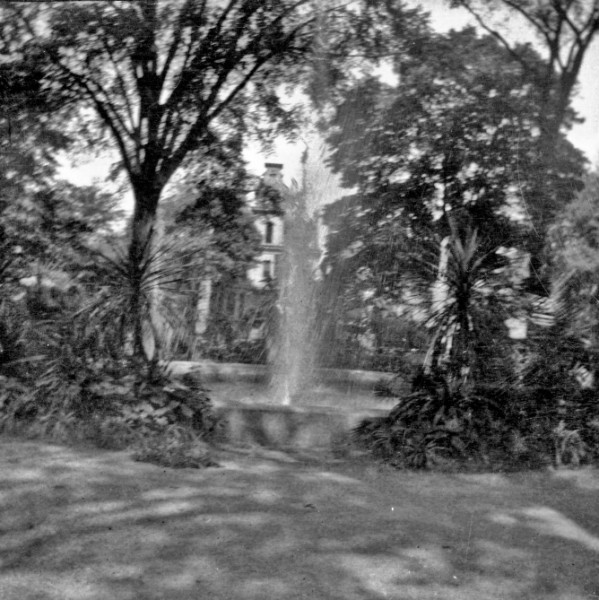
Ejemplo de uso fotográfico de la luz disponible a principios del.

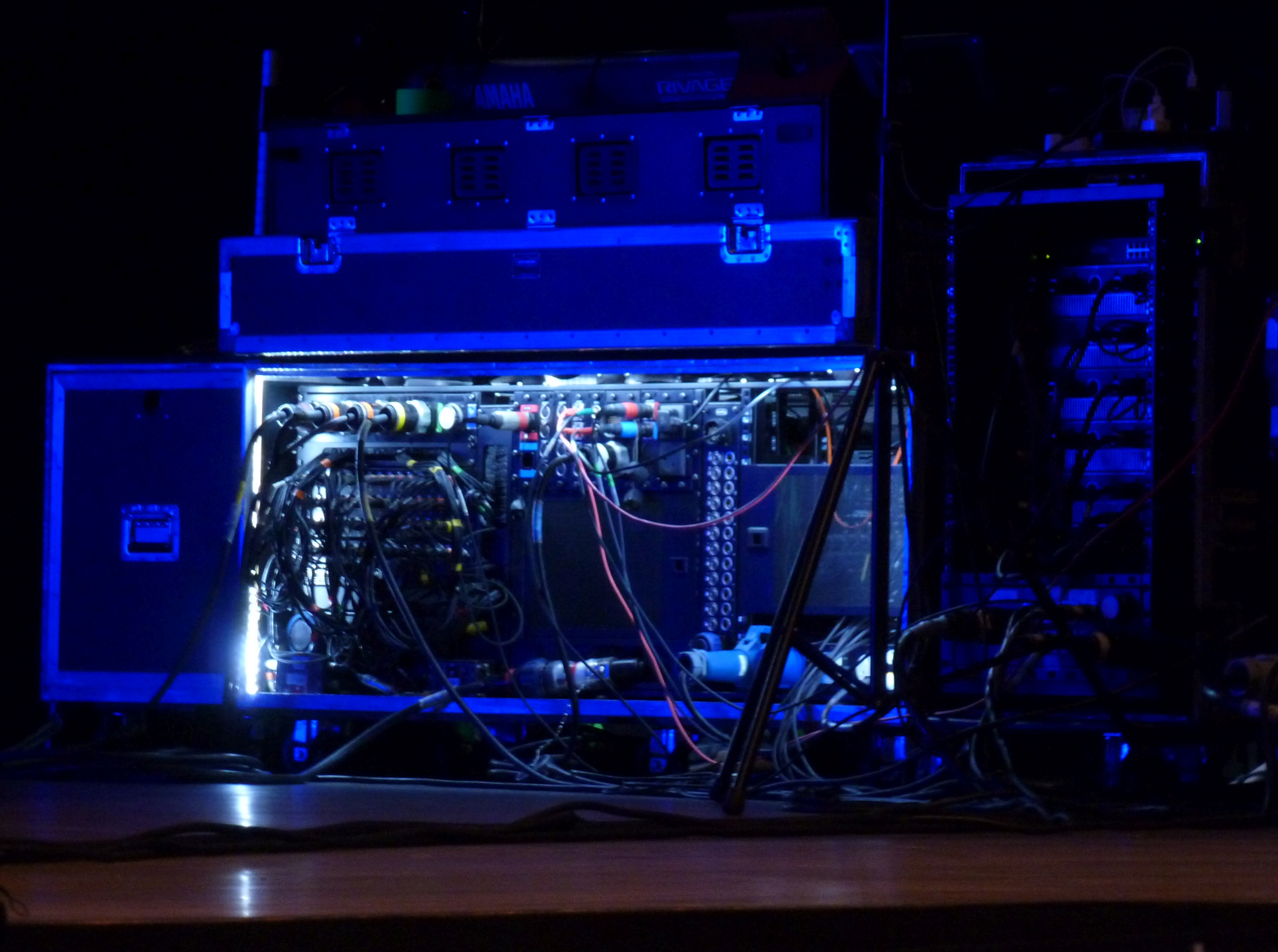
Fotografía del sistema de refuerzo de sonido antes de un concierto pop, en el que la sala estaba mayoritariamente oscura excepto el foco azul. Aunque el tiempo de exposición de segundo a una distancia focal de 180 mm (equivalente a una película de 35 mm) normalmente daría como resultado un desenfoque relativamente fuerte, la imagen es bastante nítida, lo cual es el resultado del estabilizador de imagen de la cámara empleada.

En fotografía y cinematografía, la luz disponible (también llamada luz ambiental o luz práctica) se refiere a cualquier fuente de luz que no es suministrada explícitamente por el fotógrafo con el propósito de tomar fotografías. El término generalmente se refiere a fuentes de luz en el entorno circundante que están presentes de forma natural (como la luz solar o el claro de luna) o iluminación física artificial que ya existía previamente (como el alumbrado público o las luces de las habitaciones). Generalmente excluye los flashes, aunque podría decirse que la iluminación con flash proporcionada por otros fotógrafos que disparan simultáneamente en el mismo espacio podría considerarse luz disponible. Las fuentes de luz que inciden en la escena y están incluidas en el encuadre real se denominan fuentes de luz prácticas o simplemente prácticas.
La luz disponible es un factor importante en la fotografía espontánea para no molestar a los sujetos.
El uso de la luz disponible puede suponer un desafío para un fotógrafo. El brillo y la dirección de la luz a menudo no son ajustables, excepto quizás para la iluminación interior. Esto limitará la selección de velocidades de obturación y puede requerir el uso de cortinas o reflectores para manipular la luz. También puede influir en el momento, la ubicación e incluso la orientación de la sesión fotográfica para obtener las condiciones de iluminación deseadas. La luz disponible a menudo también puede producir un tono de color en la fotografía en color.
Los niveles de luz ambiental se consideran con mayor frecuencia en relación con la iluminación adicional utilizada como luz de relleno, en cuyo caso la luz ambiental normalmente se trata como la luz clave. En algunos casos, se puede usar luz ambiental como relleno, en cuyo caso la iluminación adicional proporciona una fuente de luz más fuerte, por ejemplo en la fotografía con flash rebotado . La intensidad relativa de la luz ambiental y la luz de relleno se conoce como relación de iluminación, un factor importante para calcular el contraste en la imagen final.
En general, la tecnología de la fotografía digital ha ampliado enormemente el rango de luz disponible para la fotografía. Si bien es posible tomar imágenes decentes de escenas nocturnas en calles o en habitaciones sin flash incluso con las cámaras de los teléfonos inteligentes estándar de 2022, esto era prácticamente imposible con la película fotográfica anterior, con la única excepción de la película en blanco y negro de alta sensibilidad que tenía varios inconvenientes.

### Interiores
- Velas
- Luminarias fluorescentes
- Lámparas incandescentes
- Luz brillando en una ventana

### Exteriores
- Aurora polar
- Nubes
- Fuego
- Fuegos artificiales
- Linternas eléctricas
- Faroles o antorchas
- Contaminación lumínica
- Rayos
- La luna
- El cielo
- Estrellas (muy tenues)
- Alumbrado público
- El sol (ver también hora dorada)